# Moyaux
Moyaux és un municipi francès situat al departament de Calvados i a la regió de Normandia. L'any 2007 tenia 1.317 habitants.

## Demografia

### Població
El 2007 la població de fet de Moyaux era de 1.317 persones. Hi havia 520 famílies de les quals 136 eren unipersonals (52 homes vivint sols i 84 dones vivint soles), 188 parelles sense fills, 172 parelles amb fills i 24 famílies monoparentals amb fills.
La població ha evolucionat segons el següent gràfic:
Habitants censats

### Habitatges
El 2007 hi havia 625 habitatges, 530 eren l'habitatge principal de la família, 66 eren segones residències i 29 estaven desocupats. 598 eren cases i 23 eren apartaments. Dels 530 habitatges principals, 358 estaven ocupats pels seus propietaris, 157 estaven llogats i ocupats pels llogaters i 15 estaven cedits a títol gratuït; 2 tenien una cambra, 44 en tenien dues, 91 en tenien tres, 165 en tenien quatre i 228 en tenien cinc o més. 383 habitatges disposaven pel capbaix d'una plaça de pàrquing. A 247 habitatges hi havia un automòbil i a 206 n'hi havia dos o més.

### Piràmide de població
La piràmide de població per edats i sexe el 2009 era:
| Homes | Edats   | Dones |
| ----- | ------- | ----- |
| 0     | 95 o +  | 0     |
| 0     | 90 a 94 | 4     |
| 13    | 85 a 89 | 15    |
| 7     | 80 a 84 | 19    |
| 33    | 75 a 79 | 42    |
| 45    | 70 a 74 | 34    |
| 15    | 65 a 69 | 20    |
| 21    | 60 a 64 | 28    |
| 22    | 55 a 59 | 31    |
| 53    | 50 a 54 | 47    |
| 47    | 45 a 49 | 62    |
| 50    | 40 a 44 | 48    |
| 47    | 35 a 39 | 31    |
| 37    | 30 a 34 | 37    |
| 25    | 25 a 29 | 43    |
| 38    | 20 a 24 | 11    |
| 42    | 15 a 19 | 37    |
| 45    | 10 a 14 | 37    |
| 64    | 5 a 9   | 38    |
| 28    | 0 a 4   | 25    |

## Economia
El 2007 la població en edat de treballar era de 773 persones, 573 eren actives i 200 eren inactives. De les 573 persones actives 533 estaven ocupades (291 homes i 242 dones) i 40 estaven aturades (12 homes i 28 dones). De les 200 persones inactives 74 estaven jubilades, 58 estaven estudiant i 68 estaven classificades com a «altres inactius».

### Ingressos
El 2009 a Moyaux hi havia 575 unitats fiscals que integraven 1.432 persones, la mediana anual d'ingressos fiscals per persona era de 15.469 €.

### Activitats econòmiques
Dels 63 establiments que hi havia el 2007, 4 eren d'empreses alimentàries, 3 d'empreses de fabricació d'altres productes industrials, 10 d'empreses de construcció, 19 d'empreses de comerç i reparació d'automòbils, 4 d'empreses de transport, 4 d'empreses d'hostatgeria i restauració, 1 d'una empresa d'informació i comunicació, 1 d'una empresa financera, 3 d'empreses immobiliàries, 3 d'empreses de serveis, 7 d'entitats de l'administració pública i 4 d'empreses classificades com a «altres activitats de serveis».
Dels 18 establiments de servei als particulars que hi havia el 2009, 1 era una oficina de correu, 4 tallers de reparació d'automòbils i de material agrícola, 1 paleta, 3 fusteries, 2 lampisteries, 2 electricistes, 1 perruqueria, 2 restaurants, 1 agència immobiliària i 1 saló de bellesa.
Dels 7 establiments comercials que hi havia el 2009, 1 era una botiga de més de 120 m², 2 fleques, 2 carnisseries, 1 una botiga de roba i 1 una joieria.
L'any 2000 a Moyaux hi havia 29 explotacions agrícoles que ocupaven un total de 1.092 hectàrees.

## Equipaments sanitaris i escolars
L'únic equipament sanitari que hi havia el 2009 era una farmàcia.
El 2009 hi havia 1 escola maternal i 1 escola elemental.

## Poblacions més properes
El següent diagrama mostra les poblacions més properes.